# Ixiar Bakero Eskudero
Ixiar Bakero Escudero (Goizueta, 24 de juliol de 1969) és una exfutbolista basca, considerada una de les pioneres del futbol femení al País Basc.
Migcampista, forma part d'una nissaga de futbolistes que han competit a primer nivell. Començà a jugar als deu anys i competí tota la seva carrera esportiva a l'Añorga KKE, essent-ne la capitana i convertint-se en una de les primeres figures del futbol femení. Guanyà tres Copes de la Reina (1990, 1991, 1993) i es proclamà campiona de Lliga en tres ocasions (1991-92, 1994-95, 1995-96). Internacional amb la selecció espanyola en vint-i tres ocasions, debutà el un partit de classificació per l'Eurocopa de 1987.